# 美國製片人工會
美国制片人工会或稱美國製作人工會（英語：Producers Guild of America，簡稱：PGA）是美國貿易組織，專門負責電視節目製作、電影製作和新媒體生產。其聯合主席是加里·盧凱西和洛里·麥克里。由全國委員會監督。
加入其工會有幾個好處，其中包括醫療保險和養老福利，參加研討會和輔導方案，特別篩選奧斯卡獎賽季電影，協助工作和名字可以出現在幕後工作人員名單。
该组织成员每年举办美国制片人工会奖颁奖礼，评选年度最佳电影、动画电影、纪录片和电视剧。每年的获奖电影是奥斯卡最佳影片的重要风向标。